# Chilili (Nuevo México)
Chilili es un lugar designado por el censo ubicado en el condado de Bernalillo en el estado estadounidense de Nuevo México. En el Censo de 2010 tenía una población de 137 habitantes y una densidad poblacional de 53,27 personas por km².

## Geografía
Chilili se encuentra ubicado en las coordenadas 34°53′51″N 106°13′59″O / 34.89750, -106.23306. Según la Oficina del Censo de los Estados Unidos, Chilili tiene una superficie total de 2.57 km², de la cual 2.57 km² corresponden a tierra firme y (0%) 0 km² es agua.

## Demografía
Según el censo de 2010, había 137 personas residiendo en Chilili. La densidad de población era de 53,27 hab./km². De los 137 habitantes, Chilili estaba compuesto por el 35.04% blancos, el 2.19% eran afroamericanos, el 4.38% eran amerindios, el 0% eran asiáticos, el 0% eran isleños del Pacífico, el 54.01% eran de otras razas y el 4.38% pertenecían a dos o más razas. Del total de la población el 83.94% eran hispanos o latinos de cualquier raza.